# Юрты (Иркутская область)
Ю́рты — рабочий посёлок в Тайшетском районе Иркутской области России. Единственный населённый пункт Юртинского городского поселения.
Население — 5090 чел. (2021).

## Название
Юрты — от татаро-монгольского «юрта» — владение, область, жилище. Видимо, на этом месте стояли юрты, располагалось стойбище коттов или бурят. Так объясняет происхождение этих геоназваний М. Н. Мельхеев.

## География
Находится в 25 км от районного центра — г. Тайшета.
В непосредственной близости от посёлка проходит Федера́льная автомоби́льная доро́га Р255 «Сибирь» (до 1 января 2018 года также именовалась М53)

## История
В 1902 году купец Жоголев построил лесопилки, бараки для рабочих.
Статус посёлка городского типа с 1957 года.
Образован на месте лагеря, заключенные которого строили деревообрабатывающий комбинат.

## Население
| 1959  | 1970  | 1979  | 1989  | 2002  | 2009  | 2010  |
| ----- | ----- | ----- | ----- | ----- | ----- | ----- |
| 5655  | ↗7271 | ↘7115 | ↘6898 | ↘6059 | ↘5841 | ↘5301 |
| 2011  | 2012  | 2013  | 2014  | 2015  | 2016  | 2017  |
| ↘5298 | ↘5277 | ↗5278 | ↗5337 | ↘5311 | ↘5283 | ↘5247 |
| 2021  |       |       |       |       |       |       |
| ↘5090 |       |       |       |       |       |       |

## Инфраструктура
- Две общеобразовательные и одна музыкальная школы.
- ГБОУ ПУ-58
- Два детских сада.
- Центр досуга.
- Юртинская городская больница, имеющая в своем составе поликлинику на 250 посещений в смену и стационар на 65 коек[16].

## Экономика
Основное производство — лесопромышленный комплекс.
Предприятия Росрезерва (комбинат «Алмаз»)
Грузовая железнодорожная станция Юрты Восточно Сибирской железной дороги.
Развита сеть магазинов и предприятий общепита.

## Религия
- Православная церковь.